# Hans Knoester
Hendrik Johan Hille (Hans) Knoester (Utrecht, 23 april 1934 − Zwolle, 24 mei 2018) was een Nederlands archivaris en publicist.

## Biografie
Knoester was de zoon van Teunis Knoester (†1979) en diens tweede echtgenote Petronella Hille (†1934). Vanaf de jaren 1960 was hij verbonden aan het gemeentelijk archief van Utrecht, publiceerde hij over de geschiedenis van die stad, was co-auteur van een gids over het Domcomplex en publiceerde een fotoboek over de stad rond 1900. Zijn eerste Utrechtse artikel betrof 'Wandeling over de Utrechtse kermis in de 17e eeuw' uit 1963. Hij publiceerde uitvoerig over 'Het kasboek van Mr. Carel Martens 1602-1649', lid van het Utrechtse regentengeslacht Martens. Vanaf de jaren 1970 was hij verbonden aan het gemeentelijk archief van Zwolle waar hij behalve archieven inventariseerde ook tentoonstellingen organiseerde en publiceerde over het Zwolse leven. Zo organiseerde hij tentoonstellingen en publiceerde over de staatsman Johan Rudolph Thorbecke, Zwolle tijdens de Munsterse bezetting van 1672-1674, en de letterkundigen E.J. Potgieter en Rhijnvis Feith. Zijn laatste publicatie, uit 1992, betrof eveneens Thorbecke.
H.J.H. Knoester overleed in 2018 op 84-jarige leeftijd.